# Ordu-Baliq
Ordu-Baliq (que significa "ciudad de la corte", o "ciudad del ejército"), también conocida como Mubalik y Karabalghasun, fue la capital del primer Kanato uigur. Fue construido en el sitio de la antigua capital imperial de Göktürk, a 27 km de norte a noroeste de la capital mongola posterior, Karakorum. Sus ruinas son conocidas como Kharbalgas en mongol que significa "ciudad negra". Forman parte del Patrimonio de la Humanidad Orkhon Valley Cultural Landscape.

## Ubicación
Ordu-Baliq está en una llanura cubierta de hierba llamada estepa Talal-khain-dala, en la orilla occidental del río Orkhon en la aldea Khotont de la provincia de Arkhangai, en Mongolia, a 16 km al noreste de la aldea de Khotont, o 30 km al norte-Noroeste de Kharkhorin. El Orkhon emerge de las gargantas de las montañas Khangai y fluye hacia el norte para encontrarse con el río Tuul (la actual capital de Mongolia, Ulan Bator, está en su parte superior).
Un microclima favorable hace que la ubicación sea ideal para el pastoreo, y se encuentra en la ruta más importante de este a oeste a través de Mongolia. Como resultado, el valle de Orkhon fue un centro de habitabilidad y una importante actividad política y económica mucho antes del nacimiento del gobernante Genghis Khan, quien lo dio a conocer al mundo en general.

## Historia

Cartel que muestra a Ordu-Baliq, capital de Uyghur Khaganate (745-840) en Mongolia.

En el año 744, después de la derrota del último Göktürk Kaghan por la alianza Uyghur-Qarluk - Basmyl , los Uyghurs bajo el mando de Bayanchur Khan (Bayan Çor) establecieron su capital imperial, Ordu Baliq, en el sitio de la antigua ördü ("capital nómada"). Ordu-Baliq floreció hasta el año 840, cuando fue reducido a la ruina por los invasores Yenisey Kyrgyzes.
La capital ocupó al menos 32 kilómetros cuadrados. Las ruinas del palacio o complejo de templos, que incluyen el muro de 10 metros de altura, una ciudadela de 12 metros en la esquina suroeste y una estupa de 14 metros de altura en el centro, indican claramente que Ordu Baliq era un Ciudad grande y afluente.
El área urbana se puede dividir en tres partes principales. La parte central que consta de numerosos edificios rodeados por una pared continua constituye la mayor parte. Las ruinas de un gran número de templos y casas se encuentran al sur, más allá del centro. El palacio residencial del Khan, que también estaba rodeado de muros por todos lados, estaba en la parte noreste de la ciudad, donde el arqueólogo ruso Nikolay Yadrintsev descubrió un monumento de granito verde con una estatua de un dragón posado en la parte superior y con una inscripción rúnica glorificando a los khans.
Ordu Baliq era un comando y un centro comercial totalmente fortificado, típico de los puntos centrales a lo largo de la Ruta de la Seda. Los restos bien conservados ahora consisten en muros concéntricos fortificados y torres de vigilancia, establos, tiendas militares y comerciales, y edificios administrativos. Hay restos de un sistema de drenaje de agua. Los arqueólogos establecieron que ciertas áreas fueran asignadas para el comercio y la artesanía, mientras que en el centro de la ciudad había palacios y templos, incluyendo un monasterio. El palacio tenía paredes fortificadas a su alrededor y dos puertas principales, norte y sur, así como fosos llenos de agua y torres de vigilancia.
El estilo arquitectónico y la planificación de la ciudad parecen tener un paralelismo cercano con los modelos chinos T'ang, aunque hay elementos que parecen haberse inspirado en otros lugares.

### Registros históricos
Un embajador del Imperio Samaní, Tamim ibn Bahr, visitó Ordu Baliq en el año 821 CE y dejó el único relato escrito de la ciudad. Viajó por estepas deshabitadas hasta llegar a los alrededores de la capital uigur. Describió Ordu-Baliq como una gran ciudad, "rica en agricultura y rodeada de rustaq (aldeas) llenas de cultivos que se encuentran muy cerca. La ciudad tenía doce puertas de hierro de gran tamaño. La ciudad era populosa y estaba abarrotada de gente y tenía mercados y diversos vientos alisios." Informó que entre la gente del pueblo, el maniqueísmo prevaleció.
El detalle más sorprendente de su descripción es la yurta dorada o tienda de campaña en la parte superior de la ciudadela donde el khan celebró la corte.

Dice que desde (a una distancia) cinco farsakhs antes de llegar a la ciudad (del khaqan), divisó una tienda de campaña perteneciente al rey, (hecha) de oro. La cual (Se encuentra) esta en la parte superior plana (sath) de su castillo y puede contener (tasa) 100 hombres. -  Tamim b. Bahr al-Muttawwi'i, traducción de Minorsky

La tienda de oro fue considerada el corazón del poder uigur, y el oro era el símbolo del gobierno imperial. La presencia de una tienda de campaña dorada se confirma en los relatos históricos chinos donde se dice que el khan de Kirguiz se comprometió a apoderarse de la tienda de oro de los uigures.

## Descubrimiento
En 1871, el viajero ruso Paderin fue el primer europeo en visitar las ruinas de la capital uigur. Solo existían el muro y una torre, mientras que las calles y ruinas fuera del muro se podían ver a cierta distancia. Le dijeron que los mongoles lo llaman Kara Balghasun ("ciudad negra") o khara-kherem ("pared negra"). La creencia de Paderin de que esta era la antigua capital mongola, Karakorum, ha demostrado ser incorrecta.
El sitio fue identificado como una ruinosa capital uigur por la expedición de Nikolay Yadrintsev en el año 1889 y dos expediciones de la sociedad Ugro-finlandesa Helsingfors (1890), seguidas de la Academia de Ciencias de Rusia, bajo Friedrich Wilhelm Radloff (1891).